# 重村義一
重村 義一（しげむら ぎいち、1875年（明治8年）2月14日 - 1938年（昭和13年）3月31日）は、日本の海軍軍人。最終階級は海軍機関少将。広島県出身。

## 経歴
1875年（明治8年）2月14日、広島県で重村実蔵、マサ夫妻の二男として生まれる。旧制修道中学校（現：修道中学校・高等学校）を経て、1891年（明治26年）海軍機関学校入学。1896年（明治29年）12月6日、機関学校を卒業（3期生）し、1898年（明治31年）1月14日、海軍少機関士に任官。1906年（明治39年）海軍機関少佐となる。1907年（明治40年）造船監督官として英国および米国に駐在し翌年帰国。1909年（明治42年）海軍機関中佐へ、1915年（大正4年）海軍機関大佐へ昇格。その後、第4戦隊機関長、第2艦隊機関長を経て、1920年（大正9年）海軍機関少将。1921年（大正10年）第1艦隊機関長、1922年（大正11年）燃料廠長を歴任。1924年（大正13年）2月25日予備役に編入され、1933年（昭和8年）後備役を経て、1938年（昭和13年）2月14日に退役した。1938年（昭和13年）3月31日逝去。

## 栄典
- 1920年（大正9年）4月10日 - 正五位[5]